# Fanny Gibert
Pour les articles homonymes, voir Gibert.
Fanny Gibert, née le 16 février 1993 à Montpellier, est une grimpeuse française, pratiquant principalement le bloc.

## Biographie
Fanny Gibert est originaire de Montpellier et a grandi à La Réunion. Elle débute l'escalade à dix ans.
Elle pratique d'abord au club 7 à l'Ouest, à la Réunion. Elle est en 2018 licenciée à Vertical'Art, en région parisienne. En parallèle de sa carrière sportive, Fanny est étudiante d'école d'ingénieur à l'INSA Lyon, où elle bénéficie d'un emploi du temps aménagé, réalisant le cursus en huit ans au lieu de cinq. Elle sera diplômée ingénieure en 2019.

### Carrière sportive
Elle réalise de très bonnes performances début 2018 : après avoir décroché son troisième titre de championne de France, elle se qualifie deux fois de suite en finale de coupe du monde de bloc en avril, à Meiringen et à Moscou, où elle termine à la cinquième place les deux fois.
Puis en mai 2018 à Tai'an, elle remporte la médaille de bronze, en finissant à la troisième place dans le general ranking de la Coupe du monde de bloc 2018; une des meilleures places de sa carrière jusqu'à ce point, avec Vail 2014 (médaille d'argent) et Munich 2015 (aussi médaille d'argent).
Elle termina également l'année avec le titre de vice championne de France du combiné olympique 2018.
Mais c’est en 2019 qu’elle enchaîne les récompenses: quatrième fois (et troisième fois consécutive) championne de France de bloc; troisième à l'étape de Moscou (Russie) de la Coupe du monde de bloc, seconde à l'étape de Munich (Allemagne), puis encore troisième à l'étape de Vail (USA), ce qui la consacre à nouveau à la troisième place du classement général de la Coupe du monde de bloc 2019.
Depuis juillet jusqu'à octobre 2019, elle obtient également des résultats significatifs, en se qualifiant quatre fois sur cinq dans les demi-finales de coupe du monde de difficulté, la dernière fois avec son meilleur résultat jusqu’alors (10e) en coupe du monde de difficulté.
Avec ces résultats et son record personnel dans l'épreuve de vitesse à Xiamen le 18 octobre 2019 (10.429 secondes), elle prend la septième place du classement de combiné olympique en décrochant son ticket pour le tournoi de qualification olympique (TQO) de Toulouse, avec pour objectif les Jeux Olympiques 2020 à Tokyo.
Lors des épreuves de qualification féminine du TQO le vendredi 29 novembre, elle bat de nouveau son record personnel durant l'épreuve de vitesse. Malgré cela elle finit 10e du classement général, à seulement une place de la qualification pour les JO de Tokyo.
Après avoir laissé planer le doute, elle annonce publiquement le 18 décembre 2019 qu'elle participera au Championnat d'Europe de combiné d'escalade fin mars 2020, ultime possibilité pour se qualifier pour les JO 2020. Malheureusement pour elle, cette dernière place disponible sera délivrée par la commission tripartite du CIO à Annouck Jaubert. 
Fin février 2020 elle s’adjuge pour la cinquième fois (et 4ème consécutive) le titre de championne de France de bloc. 
En août 2020, elle participe à sa premiere finale de coupe du monde de difficulté, et monte sur la troisième marche du podium à l'étape de Briançon.  
En 2021, il n’y a pas de championnat national organisé à cause de la pandémie de Covid-19 ; elle conserve son titre en 2022.

## Palmarès

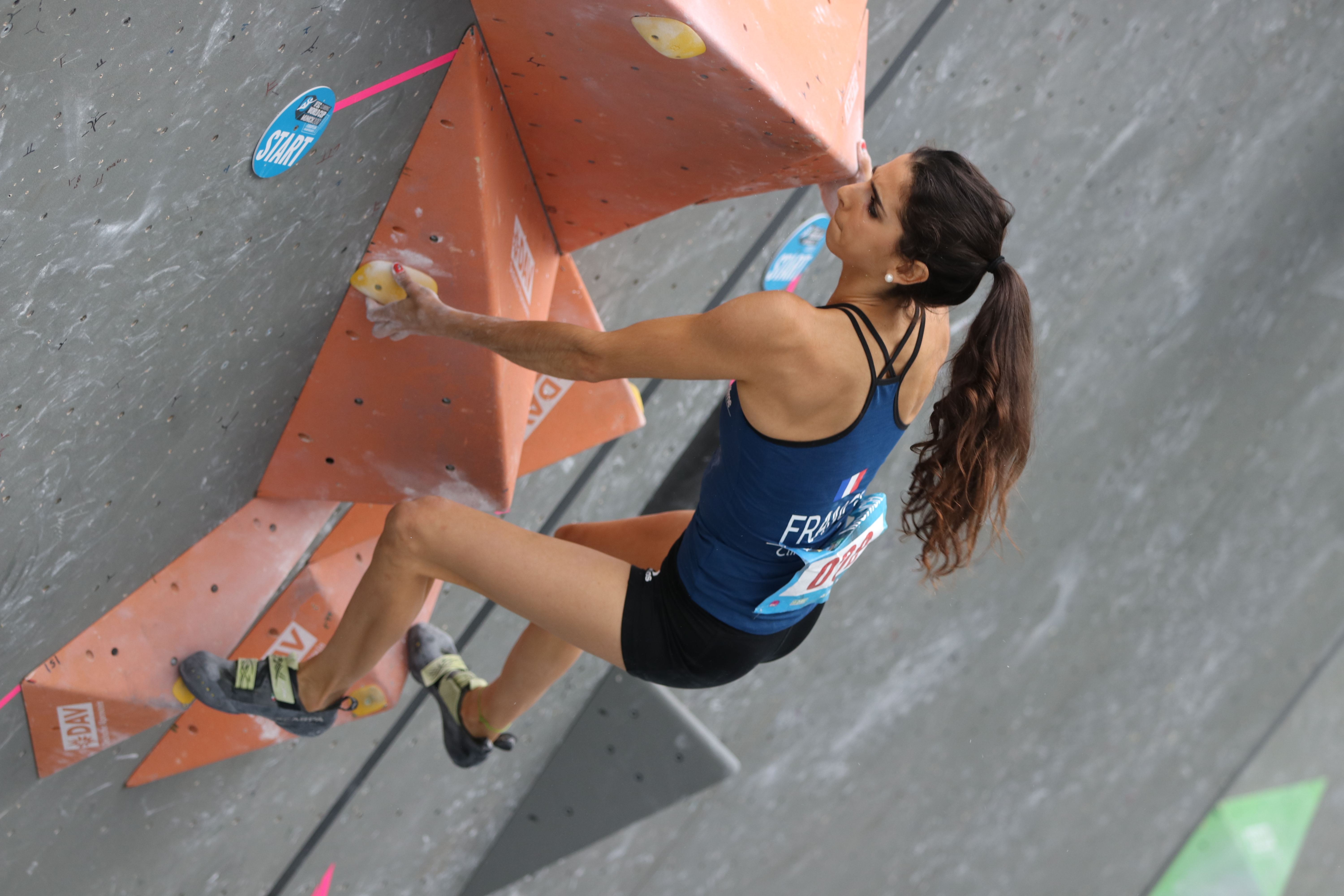
Fanny Gibert, lors de l'étape de coupe du monde de bloc 2017 à Munich

### Coupe du monde d'escalade
- Seconde à l'étape de Vail (USA) de la coupe du monde de bloc 2014.
- Seconde à l'étape de Munich (Allemagne) de la coupe du monde de bloc 2015.
- Troisième à la quatrième étape de la coupe du monde de bloc 2018, à Tai'an (Chine)[9].
- Troisième du classement général de la Coupe du monde de bloc 2018
- Troisième à l'étape de Moscou de la Coupe du monde de bloc 2019
- Seconde à l'étape de Munich (Allemagne) de la coupe du monde de bloc 2019.
- Troisième à l'étape de Vail (USA) de la Coupe du monde de bloc 2019
- Troisième du classement général de la Coupe du monde de bloc 2019
- Troisième à l’étape de Briançon de la Coupe du monde de difficulté 2020

### Jeux mondiaux
- Troisième aux Jeux mondiaux de 2017[10]

### Championnats de France
- Vice championne de France de bloc en 2014
- Championne de France de bloc en 2015[11].
- Troisième du Classement National Escalade Bloc Senior Femme 2016
- Championne de France de bloc en 2017[12].
- Championne de France de bloc en 2018.
- Vice championne de France du combiné olympique 2018
- Championne de France de bloc en 2019.
- Championne de France de bloc en 2020[7]
- Championne de France de bloc en 2022[8]

### Championnats universitaires
- Première aux championnats européens universitaires de difficulté de Katowice (Pologne) 2015
- Première aux championnats européens universitaires de bloc de Katowice (Pologne) 2015
- Troisième au classement combiné des championnats mondiaux universitaires de Bratislava (Slovaquie) 2018